# Asutifi Sud
Asutifi Sud (en anglais Asutifi South) est un district de la région de Brong Ahafo au Ghana. Il est formé en 2012 par détachement du district d'Asutifi.

## Géographie
Le district d'Asutifi Sud est situé dans le sud-ouest du Brong Ahafo. Il est borné au nord par le district d'Asutifi, au nord-est par Tano Nord, à l'est par Ahafo Ano Nord et Ahafo Ano Sud, au sud par le district d'Atwima Mponua et à l'ouest par les districts d'Asunafo Sud et d'Asunafo Nord. Le district s'insère entre les latitudes 6° 40' et 7° 15' nord et les longitudes 2° 15 et 2° 45' ouest. Le territoire couvre une superficie de 597 km2. 

## Urbanisme
La population demeure largement rurale, le taux d'urbanisation s'établissant à 37 %.

## Démographie
La population d'Asutifi Sud est de 53 584 habitants au Recensement du Ghana de 2010. La proportion d'hommes est particulièrement élevée avec 53 % de la population. En 2010, la population vit dans  10 845 logements, soit une moyenne de 5,0 personnes par ménage. Les ménages comptant une seule famille représentent 31,8 % de l'ensemble des ménages. La population demeure jeune (14,0 % ont moins de 5 ans et 1,3 % ont 70 ans et plus). Le taux de natalité est de 25,4 ‰ et le taux de mortalité de 4,0 ‰.

## Politique
L'autorité politique et administrative à l'échelon du district est l'Assemblée de district. Celle-ci compte 35 membres, dont le député de la circonscription (en) d'Asutifi Sud (en) au Parlement du Ghana, 23 élus locaux et 11 personnes nommés par le gouvernement du Ghana (en). L'Assemblée de district est présidée par un chef de district, lequel est également responsable de l'administration publique du district. L'administration du district compte cinq comités : services sociaux, planification du développement, justice et sécurité, finance et administration, travaux.

## Économie
En raison de la population jeune, le ratio de dépendance est élevé, soit 73,6 %.  Le taux d'activité est de 74,7 % alors que le taux de chômage est de 4,7 %. L'agriculture est l'activité économique dominante.

## Société
Le taux de littératie des 11 ans et plus est de 74,0 %, davantage pour les hommes (78,8 %) que chez les femmes (68,4 %). Le district compte un hôpital dans le chef-lieu Hwidiem, soit l'hôpital St Elizabeth, exploité par l'église catholique. Les autres infrastructures de santé comprennent trois centres de santé, une clinique rurale et une maternité. La malaria prévaut chez 31,7 % de la population. Les personnes ayant un handicap sous une forme ou une autre représentent 1,5 % de la population totale. Une proportion de 2,3 % de la population n'a pas la citoyenneté ghanéenne. Les chrétiens constituent plus des deux tiers (69,2 %) de la population, soit 30,5 % de pentecôtistes-charismatiques, 15,3 % de protestants et 13,1 % de catholiques. Les musulmans forment 21,7 % de la population. 